# 贝贝尔·韦克尔
贝贝尔·韦克尔（德語：Bärbel Wöckel，1955年3月21日—），德国女子田径运动员，主攻短跑。她曾代表东德参加1976年和1980年夏季奥林匹克运动会田径比赛，获得四枚金牌。